# Отто фон Гірке
Отто фон Гірке — німецький історик права, цивіліст та державознавець. Професор низки німецьких університетів, зокрема Берлінського. Академік Баварської академії наук; іноземний член-кореспондент Національної академії деї Лінчеї, Російської (1912) та Британської (1913) академій наук. Лідер групи так званих германістів у німецькій історичній школі права.
Вчений зі світовим ім'ям. Цивілістичні погляди Гірке суттєво вплинули на зміст Німецького цивільного уложення.

## Праці
- Das deutsche Genossenschaftsrecht. 4 Bände. Berlin 1868, 1873, 1881, 1913 (unvollendet).
- Gierke, Otto von. Der Entwurf eines bürgerlichen Gesetzbuchs und das deutsche Recht / Von Otto Gierke Leipzig: Dunker & Humblot, 1889. — 592 S.
- Rudolf von Gneist. Gedächtnisrede gehalten in der Juristischen Gesellschaft zu Berlin am 19. October 1895. — Berlin: Heymann 1895. — 42 S. (Рудольф фон Гнейст. Виступ у Берлінському юридичному товаристві 19 жовтня 1895 року. — Берлін: Heymann 1895. 42 с.)
- О. фон Гирке. Естественное право и немецкое право // В кн.: Савиньи Ф.К. фон. Система современного римского права. Т. I / Пер. с нем. Г. Жигулина; Под ред. О. Кутателадзе, В. Зубаря. — М.: Статут, 2011. – 510 с. — C. 15.

### Додаткові посилання
- John D. Lewis. Gierke, Otto Von // International Encyclopedia of the Social Sciences — www.encyclopedia.com
- Otto Friedrich von Gierke (1841—1921) // Encyklopedia Pomorza Zachodniego — pomeranica.pl
- Jacek Bartyzel (prof.). Otto von Gierke // Mysl Konserwatywna
- Барихин А.Б. Большая юридическая энциклопедия. – М.: Книжный мир, 2010. – 960 с. — C. 147.
- Большая советская энциклопедия. 3-е изд. / Глав. ред. А. М. Прохоров. — М.: Сов. энциклопедия, 1971. — Том 6. Газлифт - Гоголево. — 624 с. — C. 553. — Стлб. 1647.
- Большая Советская Энциклопедия. Т. 17. Гимназия — Горовицы / Глав. ред. О.Ю. Шмидт. – М.: Сов. энцикл., 1930. – 812 с. — Стлб. 93.
- Гамбаров Ю. С. Гирке (Gierke), Отто фон // Энциклопедический словарь Гранат. Т. 15: Гирке — Город. — М.: Изд. тов. А. Гранат и К°, 1912. — 349 c.
- Отто фон-Гирке (1841—1921). Сущность человеческих союзов. // Перепечатано из “Das Wesen der menschlichen Verbande”. Leipzig. Duncker u. Humblot. 1902, стр. 25-33.